# 岩手上鄉站
岩手上鄉站（日语：／ Iwate-Kamigō eki */?）是位於岩手縣遠野市上鄉町板澤，東日本旅客鐵道（JR東日本）的釜石線車站。

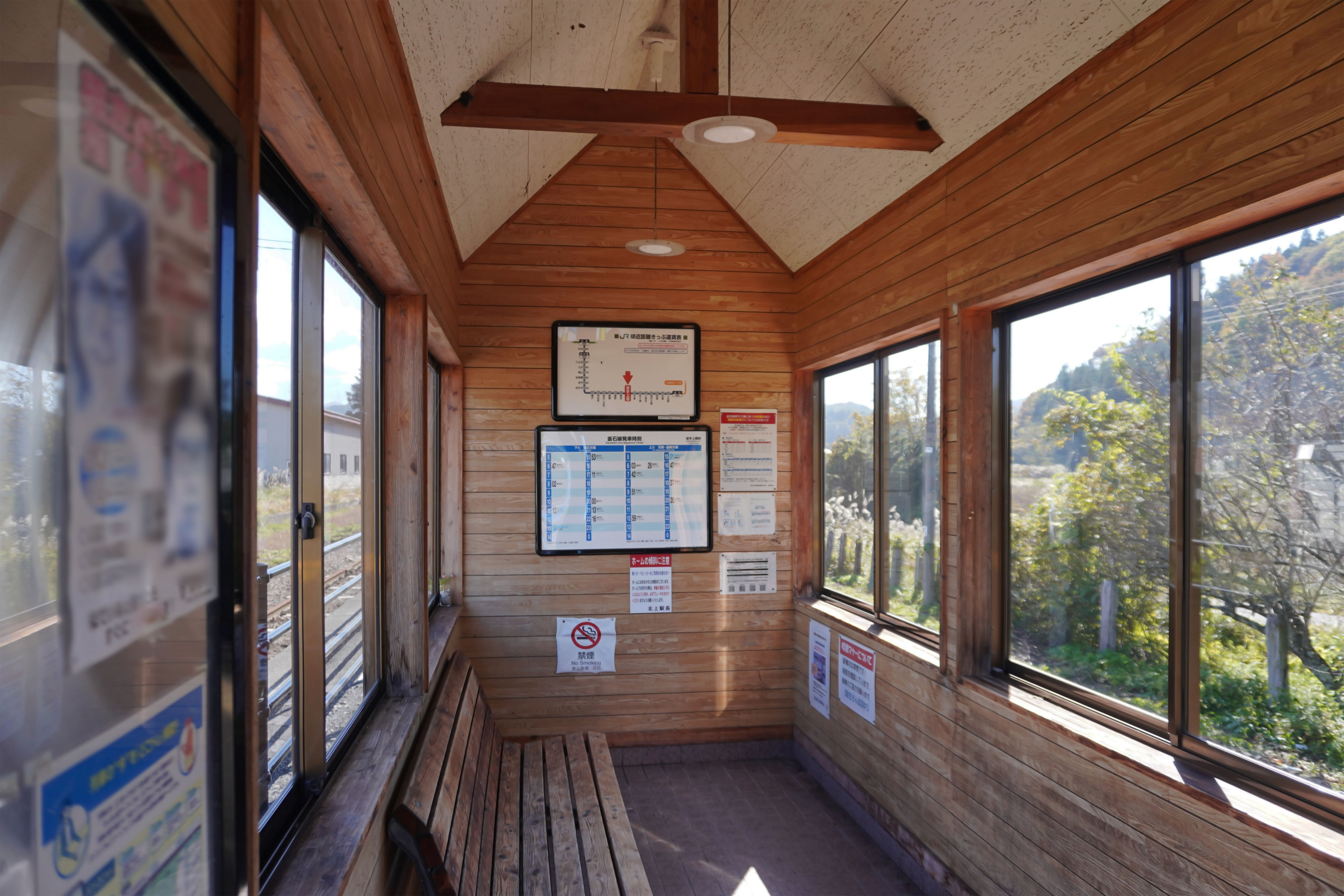
候車室内（2023年10月）

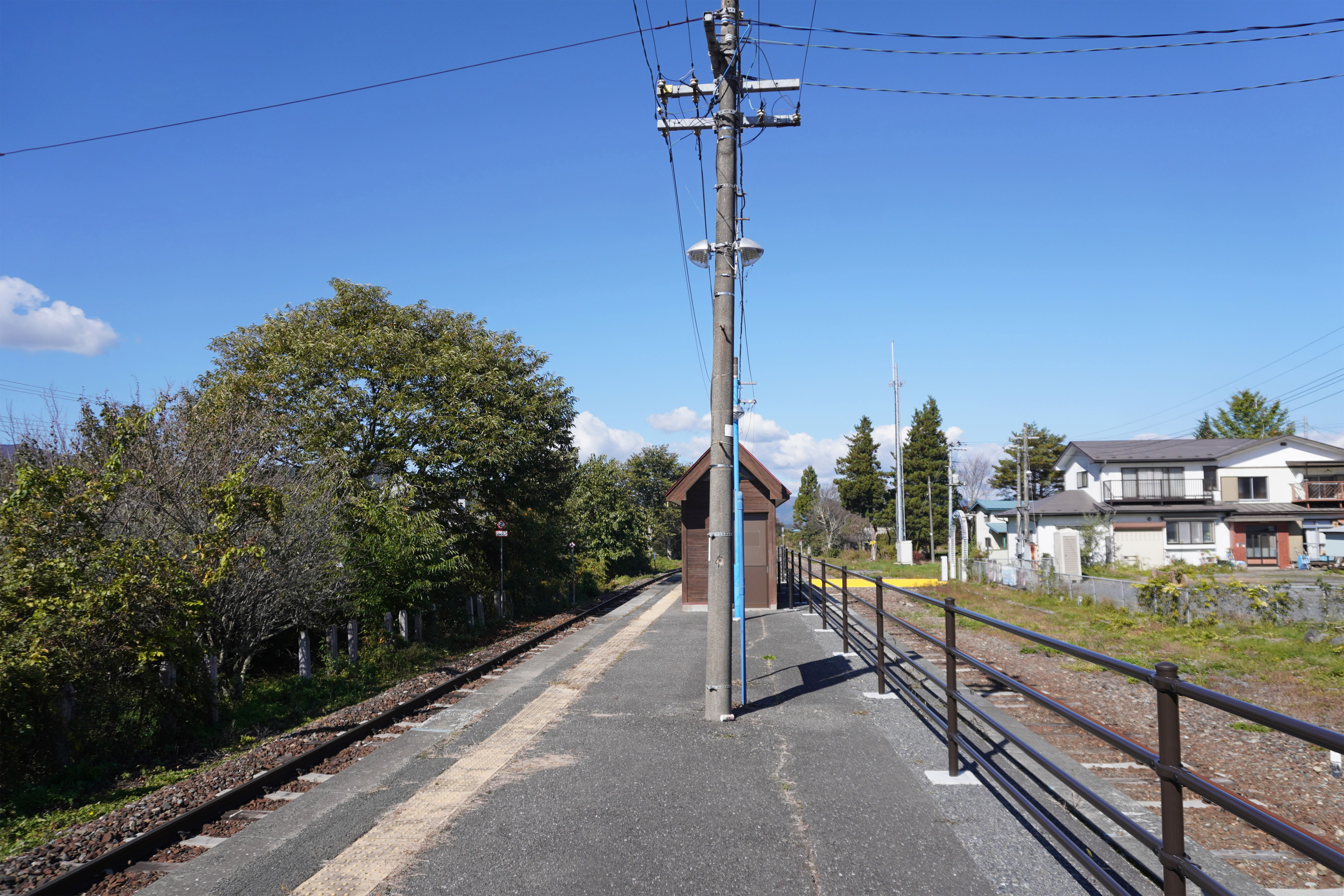
月台（2023年10月）

## 歷史
在1914年（大正3年）4月18日，岩手輕便鐵道遠野至仙人峠之間開通，此站啟用。當初由於第1早瀨川橋樑工程延誤，因此使用臨時橋樑行走。而路線本身只有貨運列車行走，在5月15日起才設有旅客業務，也有該文獻指出是5月19日。當時軌距為762毫米的特殊狹軌（輕便鐵路）。另外，由於岩手輕便鐵道中間區間的工程嚴峻，因此當初只開於西邊的區間。花卷至仙人峠區間在1915年（大正4年）11月23日才全線開通。
在1936年（昭和11年）8月1日，路線國有化後成為國鐵車站。後來進行了改距軌工程，以符合國鐵標準1,067毫米。後來由於第二次世界大戰戰局惡化，使勞動力與物資不足的情況下，改軌距工程一度暫停。在1948年（昭和23年）9月，Ione颱風（日语：アイオン台風）吹襲下，山田線受到較大傷害，為了早日恢復前往三陸海岸方向的鐵路聯絡，釜石線的工程重開，在12月再次動工。在1950年（昭和25年）10月10日，跨越仙人峠的區間完成，釜石線全線開通。遠野至足瀨之間的改軌距工程也完成，全區間均可使用1,067毫米軌距的列車行走。

### 年表
- 1914年（大正3年）
  - 4月18日：上鄉站（日语：／）啟用。當初為貨運車站[4]。
  - 5月15日[5]：開設旅客業務（有文獻指出是5月19日）。
- 1916年（大正5年）2月10日：車站改名為岩手上鄉站[6]。
- 1936年（昭和11年）8月1日：岩手輕便鐵道國有化，成為國鐵釜石線車站[1]。
- 1944年（昭和19年）10月11日：隨著國鐵釜石東線開業，路線名稱改名為釜石西線となる[3]。
- 1950年（昭和25年）10月10日：國鐵釜石線全線開通，此站變回釜石線車站。同時改為1,067毫米軌距的工程完成[3]。
- 1965年（昭和40年）10月1日：除了專用線外，結束貨物業務。
- 1972年（昭和47年）9月10日：貨物業務完全廢止。
- 1987年（昭和62年）4月1日：伴隨國鐵分割民營化，車站由東日本旅客鐵道（JR東日本）營運[3]。
- 1993年（平成5年）10月1日：CTC化，使此站變為無人車站[2]。岩手上鄉站長廢止，此站由遠野站管理。
- 2018年（平成30年）6月1日： 遠野站變為業務委託車站，此站由北上站長管理。

## 車站構造
車站是一座地面車站，設有1面2線的島式月台。此站是由北上站管理的無人車站。

### 月台
| 月台     | 路線    | 上下行 | 方向           |
| -------- | ------- | ------ | -------------- |
| 入口一方 | ■釜石線 | 下行   | 釜石方向       |
| 入口對面 | ■釜石線 | 上行   | 花卷、盛岡方向 |

參考資料
※在旅客資訊上沒有編排月台號碼。

## 車站周邊
- 岩手上鄉郵局
- 國道283號（日语：国道283号）

## 其他
此站的愛稱為「Cervodanco（世界語）」，意思為鹿舞。

## 相鄰車站
東日本旅客鐵道（JR東日本）
■釜石線
□快速「濱百合」（只有3、6號停靠） 
遠野－岩手上鄉－松倉
■普通
青笹－岩手上鄉－平倉

## 注腳
1. 1 2 3 4 5  《歴史でめぐる鉄道全路線 国鉄・JR》 通卷21號 釜石線、山田線、岩泉線、北上線、八戶線 10頁
2. 1 2 3  “JR釜石線自動制御に移行 7駅が無人化 地元に不満残したまま”. 岩手日報 (岩手日報社): p.2 (1993年10月2日 夕刊)
3. 1 2 3 4 5 6  《歴史でめぐる鉄道全路線 国鉄・JR》 通卷21號 釜石線、山田線、岩泉線、北上線、八戶線 11頁
4. ↑  「軽便鉄道運輸開始」『官報』1914年4月25日（國立國會圖書館數碼化資料）
5. ↑  「軽便鉄道運輸開始」『官報』1914年5月21日（國立國會圖書館數碼化資料）
6. ↑  「軽便鉄道停車場名称変更」『官報』1916年2月18日（國立國會圖書館數碼化資料）
7. ↑  JR東日本:駅構内図 （页面存档备份，存于）（日語）

## 外部連結
- 車站資訊（岩手上鄉）：東日本旅客鐵道（日語）